# Pao cai

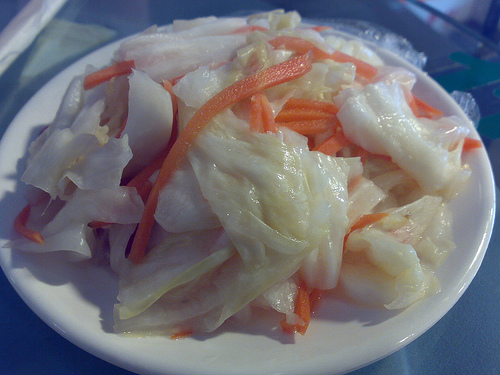
Pao cai

Pao cai (泡菜) är en kinesisk inläggning särskilt vanlig i sichuanesiska köket. Det är vanligast i norra och västra Kina medan man i  nordöstra Kina ofta äter en annan form av pao cai som kallas suan cai (酸菜).
Pao cai är väldigt likt den koreanska inläggningen kimchi, både i innehåll och tillredning, men tenderar att vara mer sötsur än kryddstark. Äts ofta ihop med rissoppa som frukostmat.